# Espido Freire
María Laura Espido Freire (n. 16 iulie 1974, Bilbao, Comunitatea Autonomă a Țării Basce, Spania) este o scriitoare spaniolă.

## Scrieri
- Irlanda (1998)
- Donde siempre es octubre (1999)
- Melocotones helados (1999)
- Diabulus in Musica (2001)
- Nos espera la noche (2003)
- La diosa del pubis azul (2005)
- Soria Moria (2007)
- Hijos del fin del mundo: De Roncesvalles a Finisterre (2009)
- La flor del Norte (2011)
- Quería volar (2014)
- Para vos nací (2015)

1. ↑  „Espido Freire”, Gemeinsame Normdatei, accesat în 27 aprilie 2014
2. ↑  Espido Freire, Internet Speculative Fiction Database, accesat în 9 octombrie 2017
3. 1 2  Inma González (28 decembrie 2023), 2024, un año repleto de efemérides literarias (în spaniolă), accesat în 7 ianuarie 2024
4. ↑  CONOR.SI[*] Verificați valoarea |titlelink= (ajutor)
5. 1 2  Premio Planeta Ganadores (în spaniolă)